# Barcelona Dragons
I Barcelona Dragons sono stati una squadra di football americano, di Barcellona, in Spagna.

## Storia
La squadra è stata fondata nel 1991 per disputare la WLAF e ha chiuso nel 2003; ha vinto un World Bowl.
Dal 2001 al 2003 hanno fatto parte della polisportiva FC Barcelona.
Con l'avvio della ELF è stata fondata (inizialmente col nome "Gladiators") e affiliata alla nuova lega una nuova squadra che porta lo stesso nome.

## Dettaglio stagioni

### Tornei internazionali

#### WLAF/NFLE
| Stagione | regular season | regular season | regular season | regular season | regular season | regular season | playoff | playoff | playoff | playoff | playoff | playoff    | playoff          |
|          | Vin            | Par            | Per            | Tot            | PF             | PS             | Vin     | Per     | Tot     | PF      | PS      | risultato  | avversaria       |
| -------- | -------------- | -------------- | -------------- | -------------- | -------------- | -------------- | ------- | ------- | ------- | ------- | ------- | ---------- | ---------------- |
| 1991     | 8              | 0              | 2              | 10             | 206            | 126            | 1       | 1       | 2       | 10      | 24      | World Bowl | London Monarchs  |
| 1992     | 5              | 0              | 5              | 10             | 150            | 257            | 0       | 1       | 1       | 15      | 17      | Semifinale | Sacramento Surge |
| 1995     | 5              | 0              | 5              | 10             | 237            | 247            | -       | -       | -       | -       | -       | -          | -                |
| 1996     | 5              | 0              | 5              | 10             | 192            | 230            | -       | -       | -       | -       | -       | -          | -                |
| 1997     | 5              | 0              | 5              | 10             | 236            | 209            | 1       | 0       | 1       | 38      | 24      | Campioni   | Rhein Fire       |
| 1998     | 4              | 0              | 6              | 10             | 185            | 200            | -       | -       | -       | -       | -       | -          | -                |
| 1999     | 7              | 0              | 3              | 10             | 263            | 246            | 0       | 1       | 1       | 26      | 28      | World Bowl | Frankfurt Galaxy |
| 2000     | 5              | 0              | 5              | 10             | 194            | 212            | -       | -       | -       | -       | -       | -          | -                |
| 2001     | 8              | 0              | 2              | 10             | 252            | 191            | 0       | 1       | 1       | 17      | 21      | World Bowl | Berlin Thunder   |
| 2002     | 2              | 0              | 8              | 10             | 202            | 311            | -       | -       | -       | -       | -       | -          | -                |
| 2003     | 5              | 0              | 5              | 10             | 150            | 221            | -       | -       | -       | -       | -       | -          | -                |
| Totale   | 59             | 0              | 51             | 110            | 2267           | 2450           | 2       | 4       | 6       | 106     | 114     |            |                  |

Fonti: Enciclopedia del Football - A cura di Roberto Mezzetti

## Palmarès
- 1 World Bowl (1997)